# TV Plus
TV PLUS (voorheen S.Televisie, Stories en Stories TV) is een Belgisch bedrijf dat televisieprogramma's ontwikkeld met als hoofdthema "lifestyle". Het bedrijf had een eigen, gratis uitzendkanaal  via Telenet Digital TV. Op 1 januari 2024 werd dat kanaal opgedoekt. Sindsdien worden hun programma's via het kanaal van RTV uitgezonden in een soort van net-sharing.
De zender is eigendom van RTV, de regionale tv-zender die uitzendt voor de bevolking van de Antwerpse Kempen en de regio Mechelen.

## Geschiedenis
S.Televisie is gestart op 18 september 2006 en was eerst te zien op de analoge kabel. In 2007 is de zender ook toegevoegd aan het digitale aanbod. Sinds 1 januari 2024 heeft de zender geen eigen kanaal meer.
Samen met Life!TV en Actua TV behoorde S.televisie tot de eerste digitale tv-stations in Vlaanderen. 
Oprichters binnen de vennootschap Vlamex NV (VLAamse Media EXploitatiegroep) waren Peter Labens (jurist en eerder bij de oprichtersgroep van Focus TV in West-Vlaanderen), Magali Sibille (eerder free lance voor onder meer het VRT-nieuws) en Marc Hallez (eerder oprichter van het commerciële lifestyleprogramma Tendens en producent van programma's als Op Yacht met Jan Verheyen, Zomertendens met Leen Demaré en Anja Daems en programma's als Petermolen, Heksenjacht, De Zomer In Nesten, Fan Fatale en Zomerzoeken)
De regionale omroep AVS had 15% van de aandelen verkregen in return voor het verlenen van playout voor de zender en gebruik van studiofaciliteiten. De uitzendingen liepen van op de site Flanders Expo vanuit het AVS-gebouw.
Na 3 jaar hadden oprichters en andere aandeelhouders uiteenlopende visies over het verder bestaan van de omroep. 
Het duo Magali Sibille en Marc Hallez opteerden voor een omroep met een zeer duidelijk thema. Uiteindelijk verlieten zij de aandeelhoudersstructuur met de overeenkomst op het bestaande kanaal 8 uur per dag een eigen tv-product neer te zetten. Dat werd MENT TV dat later een volwaardig eigen tv-kanaal werd met nadruk op Vlaamse muziek en Vlaams entertainment. Ze deden dat vanuit hun eigen mediagebouw op een industriezone in Mariakerke bij Gent. 
In 2010 veranderde S.televisie van naam. Vanaf dan ging de zender verder als Stories.
Op 16 november 2019 werd de naam Stories TV veranderd naar de huidige naam: TV PLUS.
Geschiedenis van de Vlaamse televisie